# Гиу, Марк
Марк Ги́у Пас (кат. Marc Guiu Paz, каталанское произношение: [ˈmark ˈgiw]; 4 января 2006, Гранольерс, Испания) — испанский футболист, нападающий клуба «Челси».

## Клубная карьера

### «Барселона»
Гиу родился в городе Гранольерс, где начинал заниматься футболом в фан-клубе «Барселоны» «Сан-Селони Барса». Он присоединился к академии «Барселоны» в 2013 году.
В июне 2023 года Марк впервые был вызван на матчи основной команды «Барселоны». Он попал в заявку на предсезонные матчи против «Сельты» и японского клуба «Виссел Кобе». Гиу дебютировал за основную команду в товарищеском матче против «Виссел Кобе», заменив Роберта Левандовского после первого тайма.
22 октября 2023 года Гиу официально дебютировал за основную команду «Барселоны» в матче чемпионата Испании против клуба «Атлетик Бильбао» и спустя 23 секунды после выхода на поле отличился забитым голом, который принёс победу «каталонцам», а Марк был признан лучшим игроком матча. 25 октября 2023 года Гиу впервые сыграл за «Барселону» в матче Лиги чемпионов УЕФА против «Шахтёра». 13 декабря 2023 года Гиу забил свой первый гол в матче Лиги чемпионов УЕФА против «Антверпена».

### «Челси»
1 июля 2024 года Гиу подписал пятилетний контракт с английским клубом «Челси». 25 июля 2024 года Марк дебютировал за «Челси» в товарищеском матче против клуба «Рексем» и отличился голевой передачей. 1 августа 2024 года Гиу забил дебютный гол в составе «синих» в товарищеском матче против мексиканского клуба «Америка».
19 декабря  2024 года в домашнем матче против «Шемрок Роверс», в рамках 6 тура Лиги конференции УЕФА, Марк оформил первый хет-трик как на взрослом уровне, так и за «синих». Матч закончился со счетом 5:1 в пользу «Челси».

## Статистика выступлений

### Клубная карьера
| Клуб                | Сезон            | Лига | Лига | Кубок | Кубок | Еврокубки | Еврокубки | Другие | Другие | Итого | Итого |
| Клуб                | Сезон            | Игры | Голы | Игры  | Голы  | Игры      | Голы      | Игры   | Голы   | Игры  | Голы  |
| ------------------- | ---------------- | ---- | ---- | ----- | ----- | --------- | --------- | ------ | ------ | ----- | ----- |
| → Барселона Атлетик | 2023/24          | 2    | 1    | 0     | 0     | 0         | 0         | 0      | 0      | 2     | 1     |
| → Барселона Атлетик | Итого            | 2    | 1    | 0     | 0     | 0         | 0         | 0      | 0      | 2     | 1     |
| Барселона           | 2023/24          | 3    | 1    | 2     | 0     | 2         | 1         | 0      | 0      | 7     | 2     |
| Барселона           | Итого            | 3    | 1    | 2     | 0     | 2         | 1         | 0      | 0      | 7     | 2     |
| Челси               | 2024/25          | 2    | 0    | 1     | 0     | 8         | 6         | 0      | 0      | 11    | 6     |
| Челси               | Итого            | 2    | 0    | 1     | 0     | 8         | 6         | 0      | 0      | 11    | 6     |
| Всего за карьеру    | Всего за карьеру | 7    | 2    | 3     | 0     | 10        | 7         | 0      | 0      | 20    | 9     |

## Достижения

### Командные
«Челси»
- Победитель Лиги конференций УЕФА: 2024/25
- Победитель Клубного чемпионата мира: 2025

### Личные
- Лучший бомбардир Чемпионата Европы до 17 лет: 2023[14]
- Входит в состав символической сборной Чемпионата Европы до 17 лет: 2023[15]